# Форначи Беларија (Сијена)
Форначи Беларија је насеље у Италији у округу Сијена, региону Тоскана.
Према процени из 2011. у насељу је живело 81 становника. Насеље се налази на надморској висини од 272 м.